# Villequier-Aumont
Villequier-Aumont è un comune francese di 638 abitanti situato nel dipartimento dell'Aisne della regione dell'Alta Francia.

## Società

### Evoluzione demografica
Abitanti censiti